# Burg Thuisbrunn
Die Burg Thuisbrunn liegt zentral im Ortsteil Thuisbrunn der Gemeinde Gräfenberg in Oberfranken. Nach mehrmaliger Zerstörung und Wiederaufbau ist die Burg in Privatbesitz.

## Geschichte
1348 wurde die Spornburg erstmals erwähnt und als Burgherr Ritter Hiltpolt von Mayenthal zu Thuisbrunn genannt. Im Süddeutschen Städtekrieg wurde sie 1388 durch Nürnberger Truppen zerstört und danach den Nürnberger Burggrafen zu Lehen gegeben. 1420 wurde die Burg im Bayerischen Krieg durch Truppen Herzog Ludwigs von Ingolstadt erneut zerstört. Als das Dorf Thuisbrunn im Juli 1449 durch Nürnberger Truppen und im Fürstenkrieg 1460 zerstört wurde, blieb die Burg verschont. Im Zweiten Markgrafenkrieg wurde 1553 die Burg ein weiteres Mal durch Nürnberger Truppen zerstört. Bis 1558 wurden nur das Amtshaus und der Bergfried wieder aufgebaut. Im Dreißigjährigen Krieg und danach wurden Thuisbrunn und die Burg siebenmal durch kaiserliche, schwedische und bayerische Truppen geplündert. 1667 wurde das Vogteigebäude vermutlich anstelle des alten Amtshauses errichtet; außer diesem Haus und dem Bergfried blieb die Burg Ruine. Der Kartograph Johann Christoph Stierlein stellte 1816 eine erstmals sehr präzise Karte des Burgbereichs mit dem noch vorhandenen Bestand fertig. Nach der Übernahme der Besitzungen durch das Königreich Bayern 1806 diente das Vogteigebäude als Forsthaus.
Gegen Ende des Zweiten Weltkrieges wurde die Burg durch amerikanische Truppen beschossen. 1961 ging sie in Privatbesitz über.

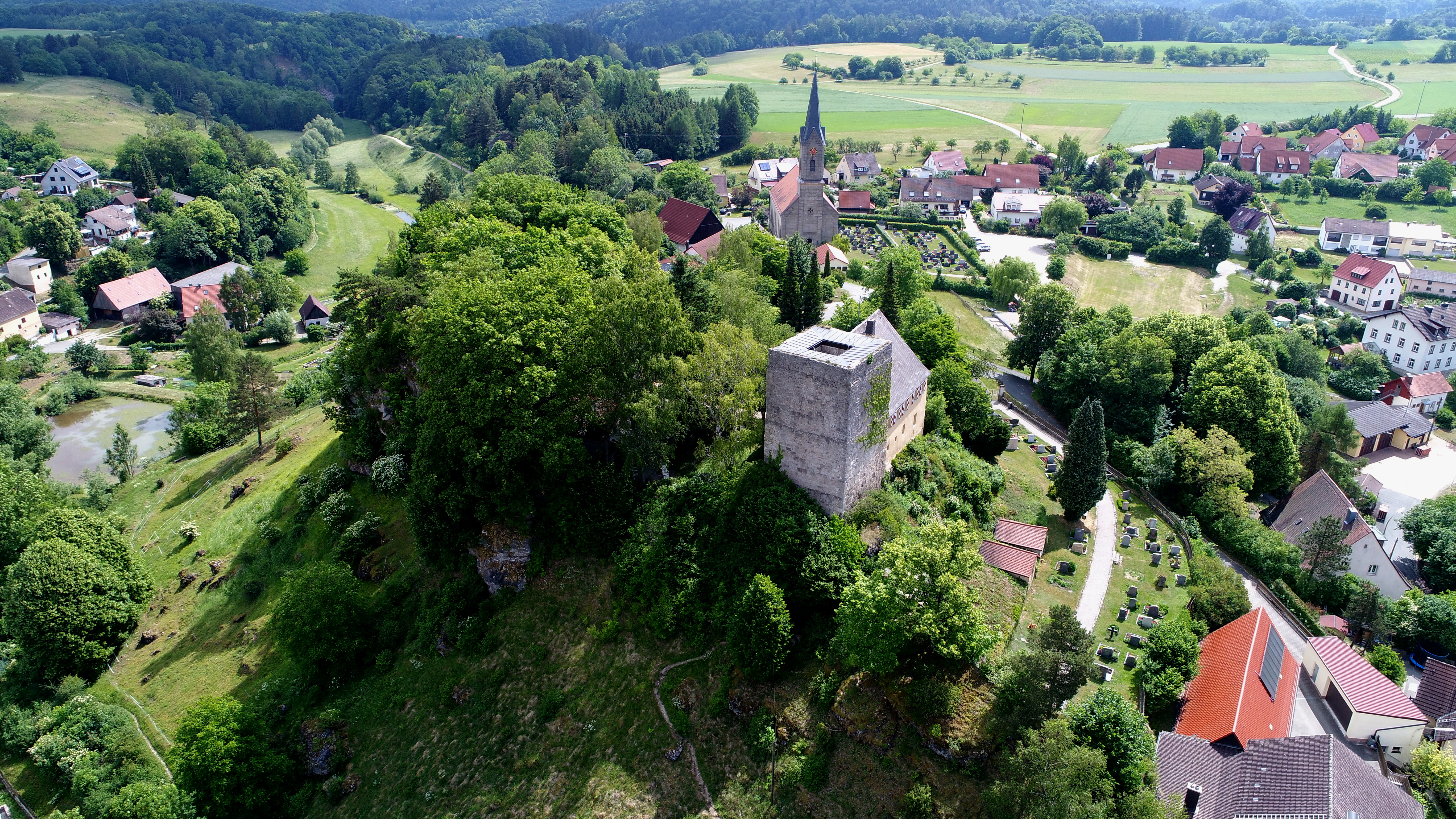
Burg Thuisbrunn aus der Vogelperspektive (2018)
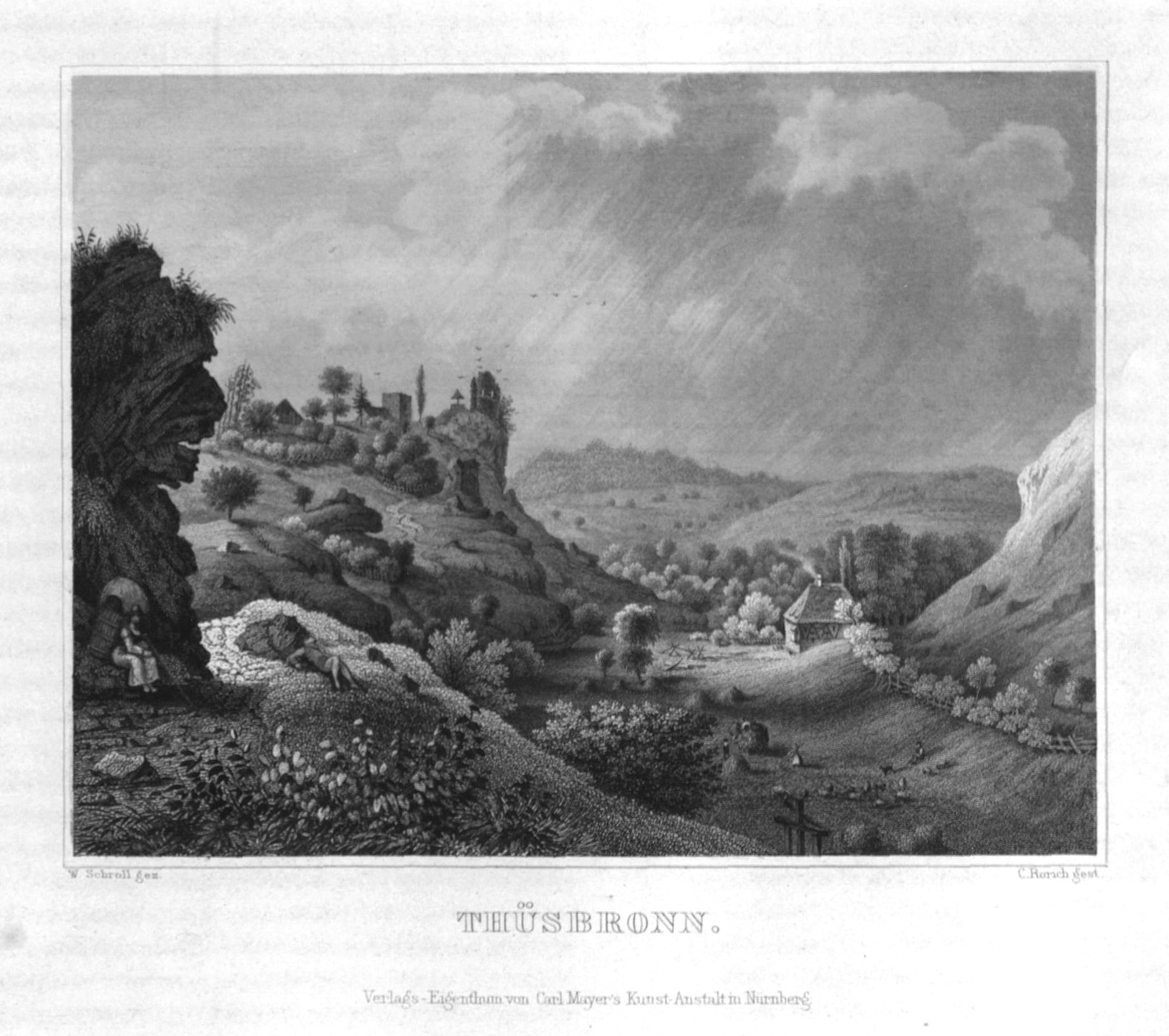
Thuisbrunn mit der Burg, Stahlstich  von 1858
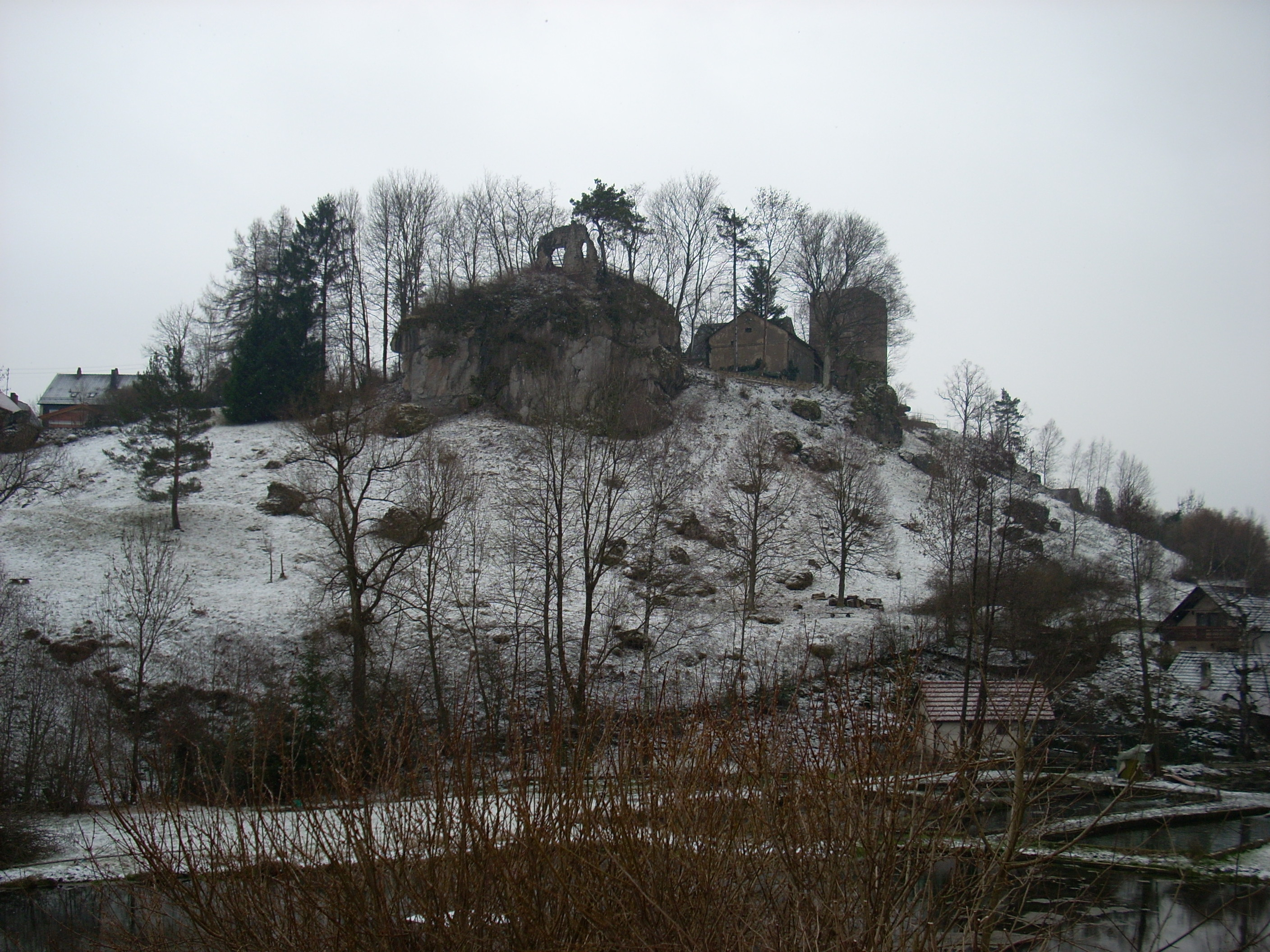
Ansicht der Burgruine aus nördlicher Richtung. Auf dem Felsen sind die Mauerreste eines Burggebäudes sichtbar (April 2009)